# Jecão, um Fofoqueiro no Céu
Jecão, um Fofoqueiro no Céu é um filme de comédia brasileiro de 1977, dirigido por Pio Zamuner, produzido pela PAM Filmes e estrelado por Mazzaropi.

## Sinopse
Jecão (Mazzaropi) e seu filho Martinho vão a São Paulo receber o dinheiro de um prêmio da loteria esportiva, sendo recebidos com festa na pequena cidade onde moram. Chico Fazenda (Dante Ruy), um fazendeiro das redondezas, cobiça o dinheiro, assalta Jecão com o auxílio do capanga Robertão e acaba por matá-lo. Jecão vai para o céu, mas faz de tudo para voltar à Terra com o desejo de ajudar a prender quem o matou.
O filme apresenta uma visões religiosas do pós-vida. No além, há três opções: Céu, Inferno (como na maioria das religiões cristãs) e reencarnação (como no Kardecismo). O Preto Velho é visto no Céu, reclamando que estão sempre a chamar por ele nos terreiros. Jeca apronta muitas até depois de morto. Transita sem permissão no mundo dos vivos (onde estranhamente consegue interagir de modo físico com o mesmo e ser visto e ouvido quando deseja, e também possuir o corpo de sua sogra), organizar uma festa de carimbó no Céu e até fazer turismo no Inferno, onde reclama depois que os servos  jogam belas dançarinas num caldeirão).

## Elenco
- Amácio Mazzaropi - Jecão Espinheiro
- Geny Prado - Cesariana
- Paulo Castelli - Martinho
- Dante Ruy - Chico Fazenda
- Gilda Valença - Margarida
- Denise Del Vecchio - Jaqueline
- Edgard Franco - Robertão
- Elizabeth Hartmann - Irmã Isabel
- João Paulo Ramalho - delegado
- Leonor Navarro - Dona Joly
- Antônio Malhone - Pirolito - Nhonhô
- Rose Garcia - Anjo da Guarda de Jecão
- Armando Paschoalim - São Pedro
- Paulo Celso Toledo - Santo Antônio
- André Luís Toledo - escrivão da delegacia
- Argeu Ferrari - Seu José, dono da pensão
- José Velloni - Prefeito
- Augusto César Ribeiro - Padre
- Carlos Garcia - Seu Carlos, dono do bar
- Carlos Garcia Jr - criança no bar
- Oswaldo Leonel (Mazzinha) - dublê de Mazzaropi
- Ballet Ismar Guiser - cena da dança no Inferno
- Luiz Homero - médico da maternidade
- Nena Viana - empregada da fazenda

## Recepção e legado
Á época de seu lançamento, o filme foi alvo de diversos profissionais da crítica especializada. Naquela época, diversos grandes estúdios do Brasil estavam fechando as portas ao mesmo tempo em que Mazzaropi prosperava com seu império do cinema, a PAM Filmes. Dentro deste contexto, criou-se uma expectativa em relação ao novo filme de Mazzaropi. A crítica esperava uma super produção realista, tal qual foi o Tubarão (1975) de Steven Spielberg, filme que era febre na época. Ao se depararem com o cenário lúdico e teatral do humorista, foram  diversas críticas, principalmente para os cenários do Céu e do Inferno. Era a classe intelectual que não entendia o lúdico de Mazzaropi e concluía que não fazia bom uso de toda sua estrutura.
Ao ser questionado sobre o teor das críticas que estava recebendo, Amácio Mazzaropi foi categórico e genial. Disse que em primeiro lugar, ele nunca esteve no céu ou no inferno para saber como construir um cenário realista desses locais. E em segundo lugar, disse que seu cinema vinha do teatro, do circo e do faz de conta, onde o espectador exercitava a imaginação.